# Hegias (Vasenmaler)
Hegias (altgriechisch Ἡγίας) war ein griechischer Vasenmaler des rotfigurigen Stils, tätig in der Mitte des 5. Jahrhunderts v. Chr. in Athen.
Er ist einzig bekannt durch eine heute verlorene Schale mit seiner Signatur (ΕΓΙΛΣ ΕΓΡΑ[ΨΕΝ], Εγι(α)ς εγρα[ψεν]). Das Innenbild der Schale zeigt eine Nike, die einem nackten, bärtigen nackten Mann, der durch eine Strigilis als Athleten erkennbar ist, ein bauchiges, fußloses Gefäß und eine Schale reicht. Die Malerei der Schale erinnert nach  John D. Beazley an den Euanon-Maler, einen Nachfolger des Duris.